# Loweia aricia
Loweia aricia är en fjärilsart som beskrevs av Cabeau 1922. Loweia aricia ingår i släktet Loweia och familjen juvelvingar. Inga underarter finns listade i Catalogue of Life.